# اداره غله کوهدشت
اداره غله کوهدشت یک منطقهٔ مسکونی در ایران است که در دهستان کوهدشت جنوبی واقع شده‌است.